# المخبوطه
المخبوطه (به عربی: المخبوطة) یک روستا در سوریه است که در ناحیه عقیربات واقع شده‌است. المخبوطه ۲۲۰ نفر جمعیت دارد.